# Incilius valliceps
O sapo-da-costa-do-golfo (Incilius valliceps) é uma espécie de sapo nativa do México e América Central até à Costa Rica.

## Descrição
O sapo-da-costa-do-golfo é uma espécie de sapo de tamanho médio, com comprimento variando entre 2 e 4 cm. A cor do dorso varia do quase preto, vários tons de castanho e cinzento com uma característica lista branca ou amarelada ao meio, e por vezes manchas de cor mais clara nos flancos. A parte inferior do corpo é amarelada. O dorso encontra-se coberto por pequenos tubérculos, geralmente ausentes da parte inferior do corpo.
I. valliceps é o mais cristado dos sapos da sua área de distribuição. As cristas estendem-se desde o nariz, até detrás da cabeça e com uma ramificação em redor da zona anterior do olho.

## Habitat
Esta espécie pode ser encontrada numa grande variedade de habitats diferentes, incluindo pradarias, regiões semi-áridas, floresta esparsa e mesmo em quintais suburbanos. Geralmente são encontrados próximo de uma fonte permanente de água, que utilizam para a reprodução na primavera, mas são capazes de deslocar-se por longas distâncias em busca de comida.

## Dieta
Como a maioria dos sapos, o sapo-da-costa-do-golfo é um carnívoro oportunista. Comerá praticamente qualquer artrópode que seja capaz de dominar e engolir.